# WORLD WAR Z
『WORLD WAR Z』（World War Z: An Oral History of the Zombie War,ワールド・ウォー・Z）は、2006年に発売されたマックス・ブルックスによるアメリカ合衆国の終末ホラー小説である。
ゾンビとの戦いを経験した人々にインタビューして書かれたオーラル・ヒストリーという設定になっており、登場人物は軍人、政治家から宇宙飛行士、主婦までさまざまである。ゾンビの発生源である中国をはじめ、アメリカ、ロシア、日本、ドイツなど世界中が舞台として登場する。
ゾンビとの戦いだけではなく、防衛に不向きなヨルダン川西岸を放棄したイスラエルで宗教右派と政府間の内戦が勃発したり、パキスタンとイランが難民問題から核戦争に発展するなど、人間同士の争いも描かれている。
2013年に『ワールド・ウォーZ』として映画化されたが、本作品とは設定を共有していないまったくの別作品となっている。

## 構想

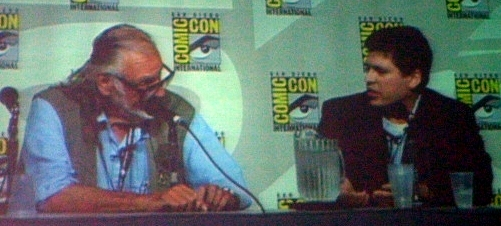
ブルックス（右）とジョージ・A・ロメロ

ブルックスは「『WORLD WAR Z』は『ゾンビサバイバルガイド』（ブルックスが今作の前に執筆した作品。ゾンビが存在する世界で書かれたゾンビ対策マニュアルという設定の本）の「法則」に従って設定し、作中にこのガイドが存在するかもしれない」と説明しており、実際に作中人物の会話のなかで登場している。
『ゾンビサバイバルガイド』に登場するゾンビは不治のウイルス「ソラヌム」に汚染されたアンデッド人間であり、本作に登場するゾンビとほとんど同じ設定である。
ブルックスは執筆にあたり、様々な参考資料を読み、各分野の専門家の友人に相談した。また、銃の設定にはアメリカ陸軍のものを引用した。
2006年10月のインタビューでブルックスは、本作はスタッズ・ターケルの小説『よい戦争』やジョージ・A・ロメロの映画の影響を受けていると述べた。本書の最後に書かれている謝辞においてこの2人と『第3次世界大戦』の著者ジョン・ハケット将軍の3人が着想を得る源になったとある。
本作は前述通りゾンビ戦争終結後のインタビューという体裁を取っており、作中時点ではゾンビ災害自体は既に収束している。物語は感染初期から拡大、国家の崩壊、人類の反撃までの各フェーズごとに世界中で奮闘していた人々の回想によって物語が進行し、作中世界で詳細が不明な案件（ゾンビウィルスの正確な起源、アルファチームの活躍など）は登場人物たちも知らず、よって本作でも明かされていない。加えて本作は世界中の人間が数年以上に渡って奮闘したことで徐々に絶望的状況が覆っていく、そして世界情勢に関与せず生き延びる事に必死だっただけの者や私利私欲のために動いていた者なども数多く登場する群像劇であり、英雄的な個人の活躍によって状況が好転する物語ではない。そのため映画版では、主人公がゾンビ災害に襲われる世界を飛び回って各地の協力を得てワクチンを開発するという大胆な改変が行われた。

## 本作品に登場するゾンビ
本作品に登場するゾンビは、ウイルス性の未知の病気に感染して凶暴な姿へ変貌した人間の死者である。感染者の肌は灰色へ、体液は黒い膿のようなものへとそれぞれ変化し、知能は完全に失われている。脳を破壊されない限りは首だけになっても血管運動によって動き続け、冬に凍り付いても春には雪解けとともに活動を再開する、さらには全身が炭化しても動き続けるなど非常に頑丈であるが、動きは鈍く走ることはできない。後述の体液のために深海底を歩くことも可能で、着底していた094型原子力潜水艦に群がり、乗員を驚愕させている。
空気感染はせず、感染者に噛まれることによって感染する。感染してから発症するまでの時間は個人差があるものの、遅い場合は2〜3日かかるため、感染者が難民に紛れ込んだり治療法を求めて先進国に密入国すること、さらには臓器移植のために闇取引されていた臓器の中に感染者のものが混入していたことが、全世界へゾンビが広まる原因となった。人間は感染者を見分けることはできないが、イヌは嗅覚で感染者を見分けることができる。人間以外の動物がゾンビ化することはないが、ゾンビの肉は有毒であり、動物が口にすると死に至る。
体液の粘性がタールのように高く変化しているため、爆発によって肉体がバラバラになったり突発性神経外傷を起こすことはなく、肉体が砲弾片で切り裂かれてバラバラになったり炎上しながらでも突進してくるため、MLRSや榴弾砲、航空兵器による砲爆撃はほとんど意味をなさず、有効な方法は遠距離からアサルトライフルによって頭部を打ち抜くか、近距離戦で頭部を破壊するしかない。APFSDSの直撃も貫通して穴を開かせるのみで、全く効果がない。
作中での呼称はゾンビ、ザック、グール、G、食屍鬼、グンタイアリ（日本での呼称）など。また、ゾンビ化の症状は実態が明らかになる前には「アフリカ狂犬病」と呼ばれていた。
なお、映画版では『28日後...』や『ドーン・オブ・ザ・デッド』に登場するような「走るゾンビ」であるなど、設定が変更されている。詳細はワールド・ウォーZ#あらすじを参照。

## 登場人物

### アメリカ

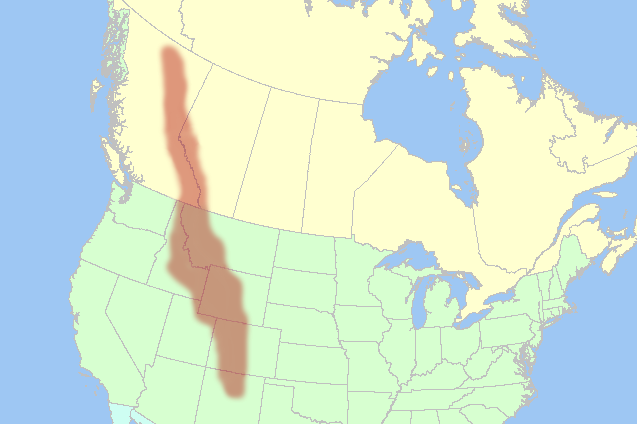
赤い部分がロッキー山脈
この西側に安全地帯が構築された

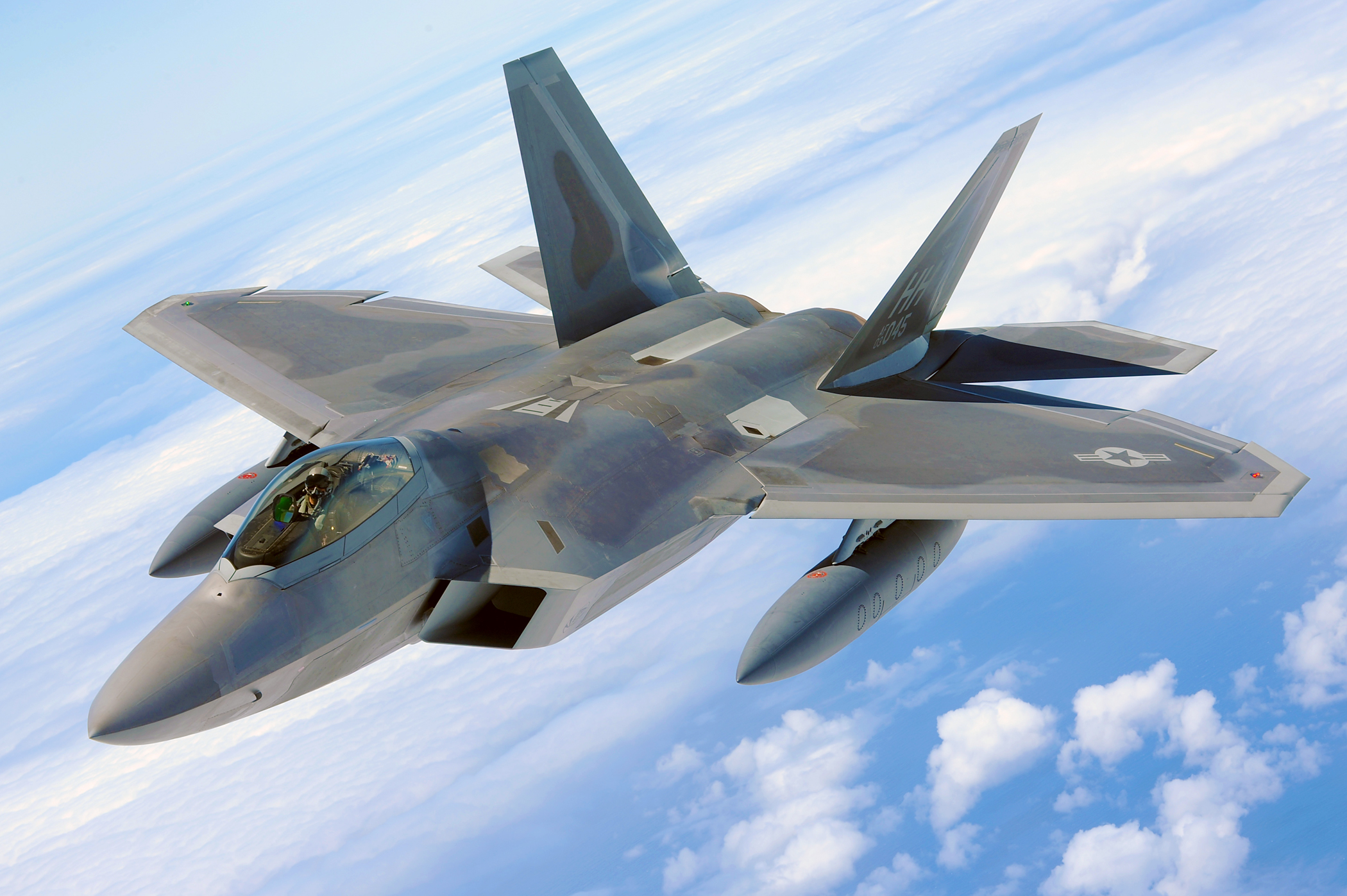
ゾンビ戦争初期に航空攻撃がゾンビに有効な打撃を与えられないことが判明すると、F-22をはじめとする近代的軍用機のほとんどが予備役となった

アーサー・シンクレア・ジュニア
アメリカ編の登場人物の一人。ゾンビ戦争前はウォール街の人間であり、ゾンビ戦争時の「資源戦略省」長官。ロッキー山脈以西に築かれた安全地帯において、経済体制を立て直すためニューディール政策以上の計画経済を立て、資源の節約と人材の再教育に奔走する。
副大統領
ゾンビによる混乱から大統領が辞し、副大統領が大統領に昇格した際に新たな副大統領に指名される。周囲からは＜変人＞と呼ばれる人物。「偉大な人物」であった大統領を支える。
トラヴィス・ダンブロジア
アメリカ軍の将軍。ゾンビ戦争の時は統合参謀本部議長も務める。公式な終戦後も、北の大地で国連軍司令官として生き残りゾンビ掃討の指揮を執る。
トッド・ワイオ二
アメリカ陸軍上等兵。ゾンビ戦争初期の大パニック期から戦いを続け、最終的に本土を解放する戦場に身を投じていく。「ヨンカーズの戦い」「ホープの戦い」の参戦者で終戦時まで生き残った。本作でもっとも登場回数が多い人物。
トレヴァー・ショーン・コリンズ
現在は西インド諸島連邦にて「トレヴァーズ・バー」を経営している。大戦時代は民間軍事会社に所属していた傭兵であり、ゾンビによるパニックが始まった時、ボディーガードとして大勢のセレブ達が立て篭もる大豪邸の要塞を警備していた。
クリスティーナ・エリオポリス
アメリカ空軍大佐。ゾンビ戦争前はF22のパイロット。ゾンビ戦争時に戦略物資補給のため飛行中、乗機のC130が墜落しゾンビ地帯にパラシュート降下してしまう。アマチュア無線で呼びかけてくれた「スカイウォッチャー」の助けを受けて決死の逃避行を始める。
ロイ・エリオット
ハリウッドの敏腕プロデューサー。ゾンビ戦争が始まると、自らの映画人としてのスキルがゾンビとの戦いに全く役に立たないと分類されてしまう。しかしゾンビに絶望した人々の無気力死現象を映画を通して解決していく。
ムハンマド・ジョー
ゾンビ戦争後アーティストとして活躍する人物。戦争時は自警団としてゾンビと戦う車椅子の障害者だった。
ボブ・アーチャー
CIA長官。
カール・クローヴァー
ゾンビパニックが発生した時の大統領首席補佐官。事実の隠蔽を図る。戦後は「バイオ燃料」収集人。
ブレッキンリッジ・"フレッグ"・スコット
ゾンビ戦争時に＜アフリカ狂犬病＞ワクチンと称する偽薬「ファランクス」で大儲けし、巨万の富を使い南極基地に引きこもる。

### 中華人民共和国

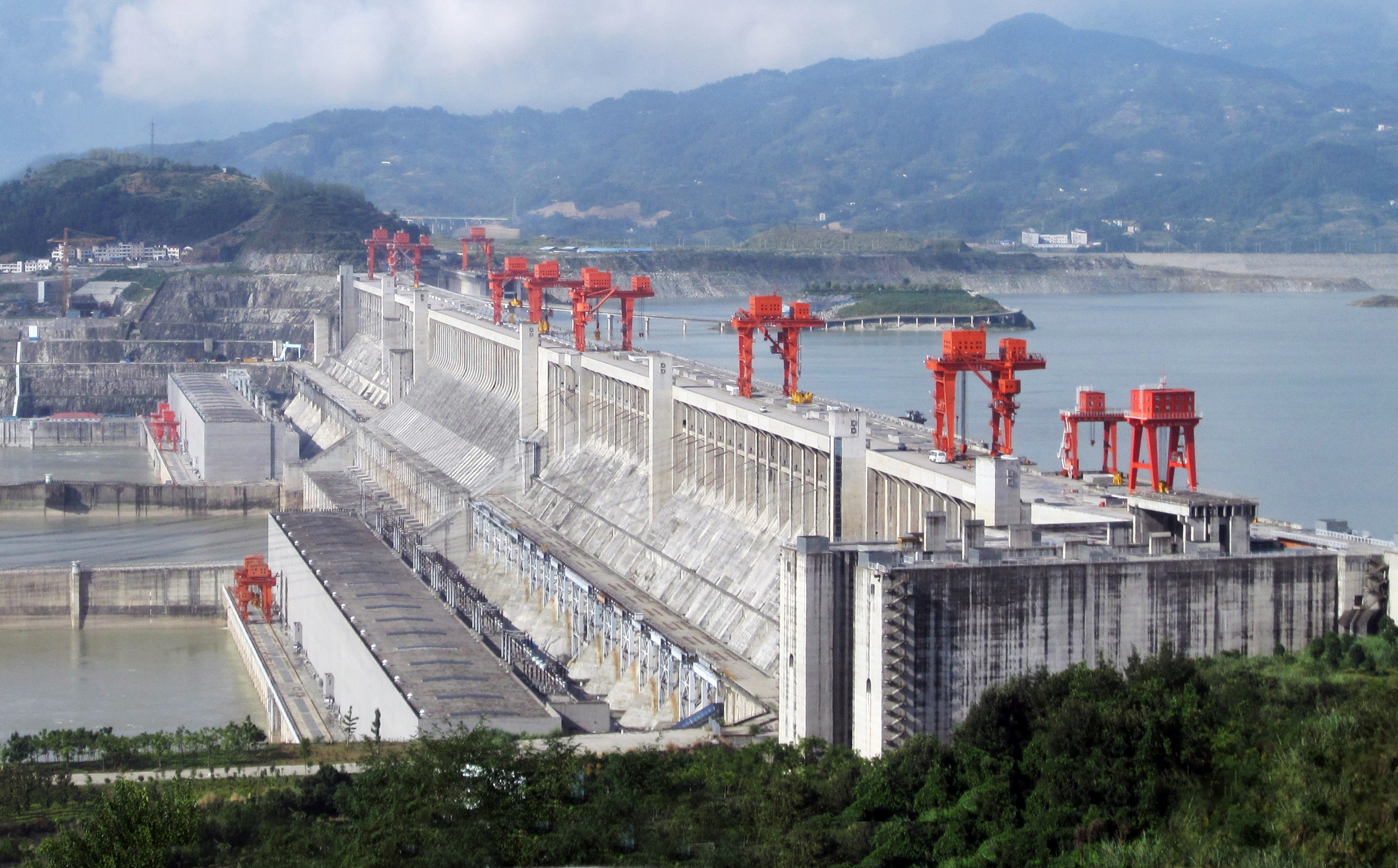
三峡ダム

クワン・ジンシユー
本作の最初の登場人物。貧しい農民にも救いの手を差し伸べる医者であり、三峡ダムで水没した「ダーチャン」の住民たちが密かに作った「新ダーチャン」という村で奇病を確認することになる。元軍医で、中ソ国境紛争では最前線で医療活動に当たった経験を持つ。
ジヨ・ジカイ
中国海軍094型戦略原潜の艦長。親子共に海軍の軍人であり、息子は095型攻撃型原潜の艦長をしている。中国政府の無策により、ゾンビに敗北しつつあることに失望し、乗員の家族を全国から集め潜水艦ごと軍から逃亡する。中国軍人としての誇りは失っておらず他国に亡命することはせず長いあいだ海を漂流するが、マニヒの避難民達に電力を供給する発電所として迎えられる。しかし数ヵ月後、突然海からのミサイル攻撃を受けてしまいマニヒでの生活は幕を閉じてしまう。反撃のために潜行してみると攻撃していたのは095型攻撃型原潜であると判明する。

### 南アフリカ共和国
ゾレア・アザニア
ゾンビ戦争時の南アフリカについて本を出している研究者。ポール・レデカーについても非常に詳しい。
ポール・レデカー
冷酷で風変わりな人物で、人間の感情は人間にとって無駄なものであるという信条を持っている。大学時代に歴史的・社会的な難問を人とは違った方向から解釈して常識はずれな解決策を論文で発表していたことがきっかけとなり当時のアパルトヘイト政権からスカウトされ、白人政権とアフリカ原住民の最終戦争計画「オレンジ84」を立案した。そのため南アフリカでは「人種差別主義者」や「極悪人中の極悪人」と呼ばれ忌み嫌われているが、レデカー自身は人種差別は人間の感情から生まれるものであるとして支持していなかった。
ゾンビ戦争が始まると、この戦争で勝つ方法を考えられる唯一の人物として政府に招集され「レデカー・プラン」を立案する。プランはそのあまりにも非人道的な内容から政府要人から大反発を受けるが、ただ一人南アフリカ民主制の父(幼名と風貌の描写でネルソン・マンデラと暗示されている)はこの計画を承認、レデカーを抱擁して感謝の言葉さえ口にした。しかし、実は鋭敏すぎる感性を持ち、憎悪や野蛮に満ちあふれた世界で自分の正気を守るために感情を押し殺して生きてきたレデカーは、それがトリガーとなり今まで押さえ込んでいた感情が爆発、精神が崩壊してしまうのだった。
ジェイコブ・ニャティ
ゾンビ戦争時、南アフリカのスラムに暮らしていた少年。＜アフリカ狂犬病＞の災禍が拡大する中、ケープタウン郊外のスラムでパニックに巻き込まれる。戦後は最新鋭船舶「ISインフィンゴ号」の船長。

### ドイツ
フィリップ・アドラー
ドイツ連邦軍の軍人。ゾンビ戦争時は戦死した大佐に代わり、ハンブルク守備隊の隊長を任されていた。旧西ドイツ出身で第2次世界大戦時のドイツの罪を教育されてきたため、軍人は自分の良心に従って行動するべきだという信念を持つ。そのため、上官のラング将軍から避難民を残しシャフシュタットまで後退せよという命令に従うべきか苦悩する。
緊急対応安定化部隊司令官
名前は不明。上層部からゾンビと避難民を阻止せよとの命令を受け、捨て駒にされた。アドラーがボスニアに派遣されていた時の命の恩人でもある。

### ロシア
マリア・ズガノワ
ロシア軍の女性兵士。ゾンビ戦争前は北オセチア共和国に駐屯する部隊にいた。ゾンビの発生後、部隊は情報が途絶された中でゾンビの掃討を開始。過酷な環境で兵士達の秩序が乱れ始める中、秩序維持のための「デシメーション」(十分の一刑による大量処刑)に遭遇する。
セルゲイ・ルシコフ
ロシア軍の従軍牧師。ゾンビ戦争で荒廃する軍部隊の中で、感染者の自殺は罪であると悟り「最終浄化」をはじめる。その行動が宗教的熱狂を引き起こし戦後のロシア国家を一変させる。

### インド
ラジ＝シン将軍
「デリーの虎」と呼ばれるインド軍の猛将。ガンジーパークでの戦闘を指揮したが、ゾンビの大軍の前に敗北。最期はヒマラヤ山中の峠道を身を挺して爆破し、ゾンビの進行を食い止める。デリーで指揮した陣形はその後の対ゾンビ戦闘で参照された。
サルダル・カーン
インド軍の上等兵。峠道の爆破のため出動する。

### ブラジル
フェルナンド・オリヴェイラ
ゾンビ戦争前はリオデジャネイロで違法な臓器移植を請け負う闇医者をしていた。中国から運ばれてきた感染者の臓器を移植することで世界的な感染拡大の一因を作り出す。ゾンビ戦争後はヤノマミ族の居住エリアで暮らしている。

### オーストラリア

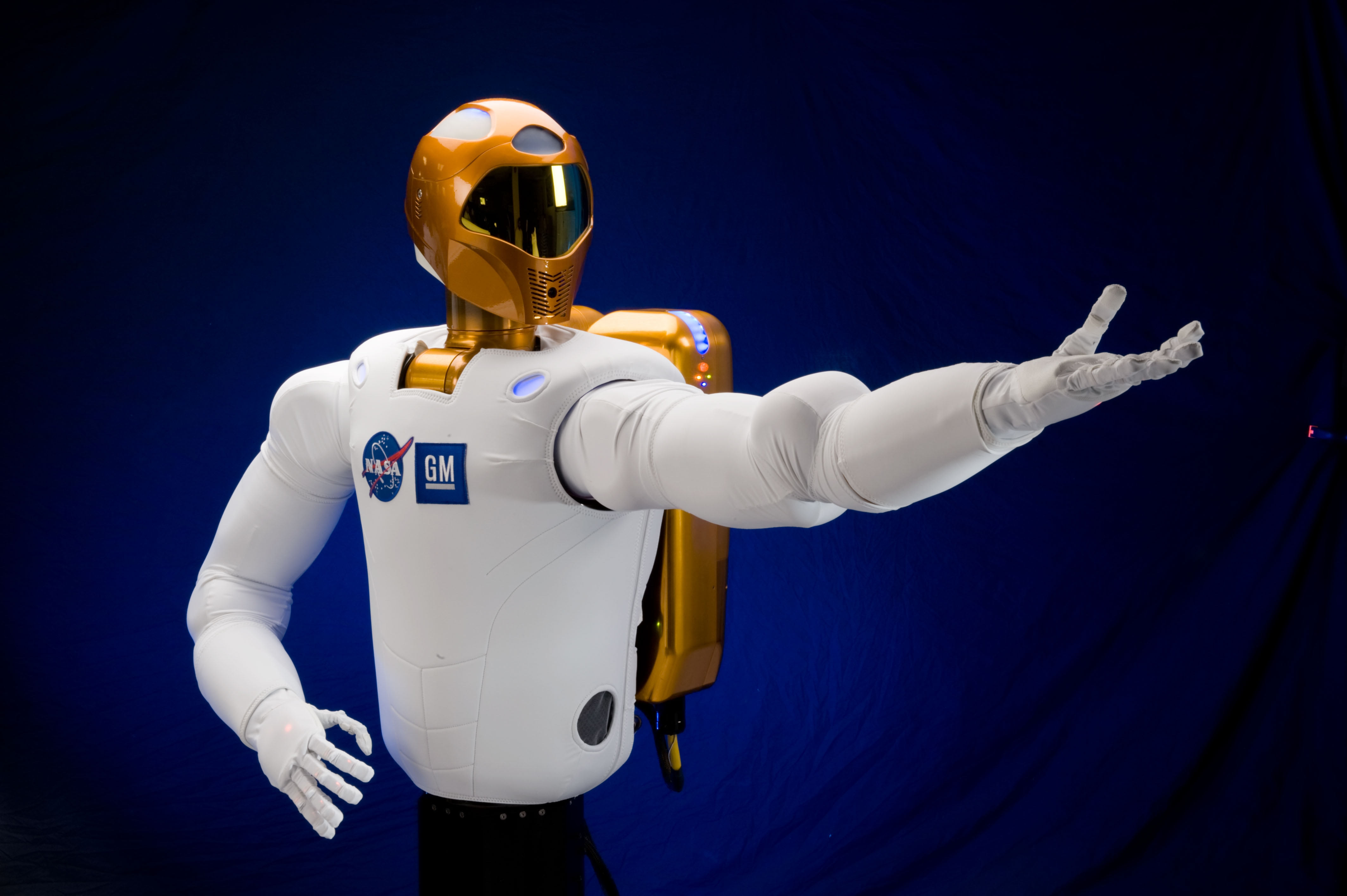
アメリカのロボノートR2

テリー・ノックス
オーストラリア人の宇宙飛行士。ゾンビ戦争時、ヒューストンからの帰還命令を拒否しISSに残り、ATVやロボノート、アメリカの自律式宇宙移動ロボット人工衛星を使って周回軌道上の人工衛星ネットワークを維持し続ける。長期間宇宙に留まり、大量の宇宙線を被曝してしまったため、終戦後の現在は病院に収容されている。

### イスラエル
ユルゲン・ヴァルムブルン
モサドエージェント。感染拡大の初期から事実を察知していた人物。他のインテリジェンス機関エージェントと協力し、ヴァルムブルン=ナイトレポートを提出する。

### パレスチナ
サラディン・カディール
クウェート生まれのパレスチナ人。ゾンビ戦争時は学生だった。イスラエルのエルサレム破棄により反イスラエル運動が盛り上がるなか、一家全員でイスラエルへの避難を決めた父親に怒りをぶつける。

### イラン
アフメト・ファラーナキアン
イラン革命防衛隊に所属していたパイロット。隣国パキスタンから押し寄せる難民に対してF4で爆撃を加えるが、小規模な衝突はやがてイラン＝パキスタンの核戦争を引き起こしてしまう。

### 日本

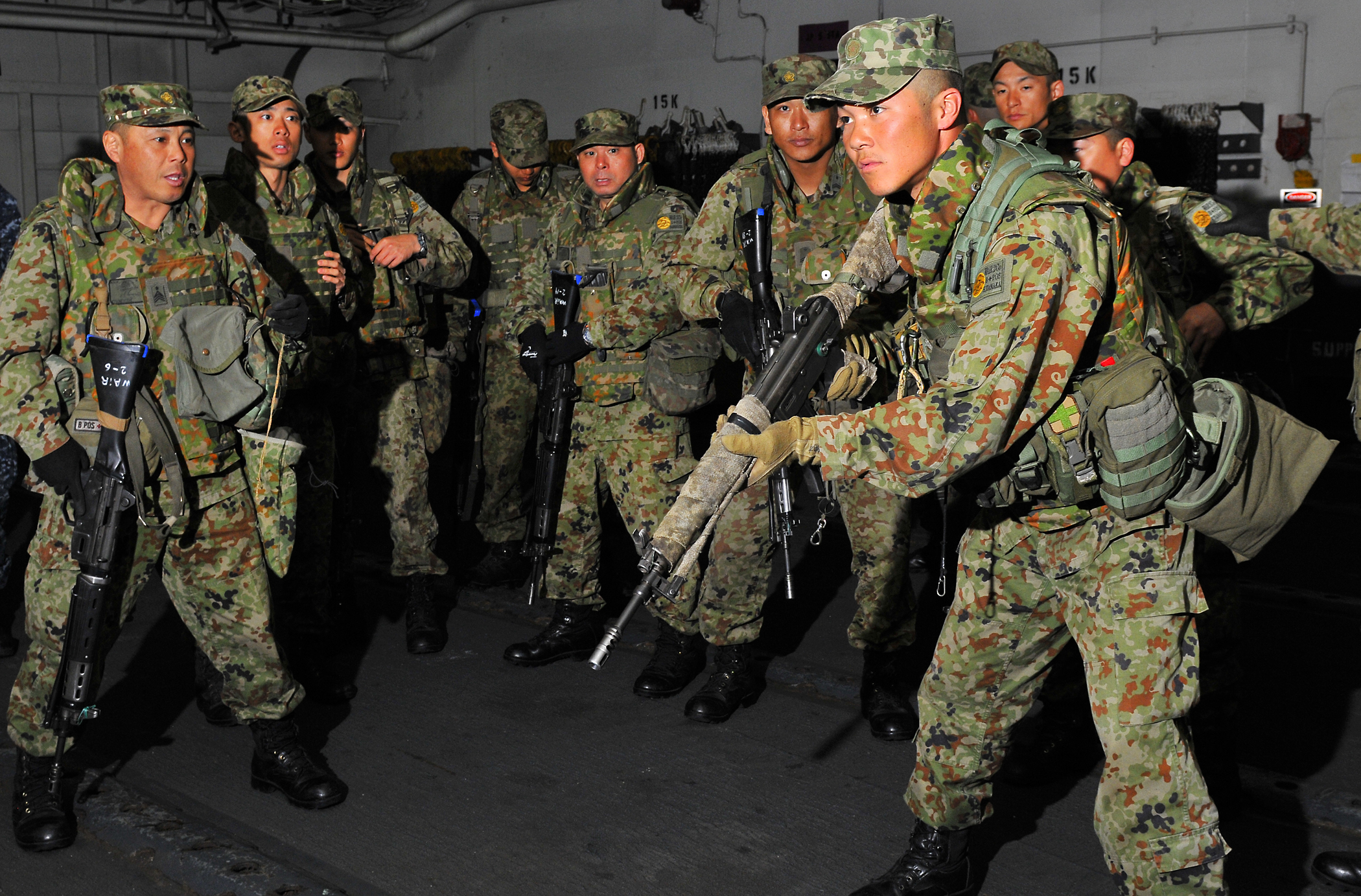
89式小銃を使用する自衛官
自衛隊の実戦経験が無く警察が軽武装な日本はゾンビ戦争で大きな被害を受けた

近藤辰巳（コンドウ・タツミ）
日本編の登場人物の一人。オタクであり、ネット掲示板では「先生」と呼ばれている。ゾンビの発生により学校が封鎖されると部屋に引きこもり、ネットでゾンビ対処法や89式小銃の性能に至るまで調べ上げて来たるべき日に備えるのだが、ある日部屋に食事が運ばれなくなったことから両親が帰宅していないことに気づく。彼はゾンビに包囲された高層マンションに、たった一人で取り残されていた。
朝永維持朗（トモナガ・イジロウ）
日本編の登場人物の一人。1945年8月9日に長崎県の金比羅山で被爆し、その際に原爆の閃光を直視したため失明している。「被爆者」かつ「盲目」であることから二重の差別を受け、家族に迷惑をかけられないとの思いから療養院を去り、物乞いしながら放浪生活を送っていた中、札幌で中国からの引揚者の支援センター「赤風」で庭師として働く「大田秀樹」と出会う。アイヌ人であり同じく差別を受け、息子を満州で失った大田に快く受け入れられた朝永はようやく自分の居場所を得ることとなった。
ゾンビ戦争勃発後、朝永は障害者の自分が周りの人間の迷惑になったり、ゾンビになって同胞の日本人を襲うのはあってはならないと考え、再び一人で旅に出る。しかし、死に場所として選んだ日高山脈の国立公園で起きたある出来事をきっかけに、大田より朝永にとってのイクパスイだと言われた愛用の園芸用シャベルを手にゾンビと戦うことを決意する。

## 用語
ゾンビ戦争
世界Z大戦、第1次Z大戦と呼ばれる世界規模で発生したゾンビの感染爆発とそれに伴う混乱と戦争のこと。国によって異なるものの約10年間戦いが行われていた。本書はアメリカにおける人類の勝利宣言(VAデイ)から12年、中国におけるそれ(VCデイ)から10年が経過した時に書かれたという設定になっている。
アルファチーム
ゾンビ戦争の初期段階（フェーズ1）にアメリカが投入した対ゾンビ特殊部隊。調査・隔離・除去に関して一定の成果を上げたとされるが、政治的な弥縫策に過ぎなかったとも言われている。その活動の多くは謎に包まれており、詳細は現在に至るまで明らかになっていない。
ファランクス
ゾンビ化とその被害が「アフリカ狂犬病」と呼ばれていた頃、ゾンビ化を止めるワクチンとして売り出された薬。政府の公認を得て大々的に売り出されたが、実際には既存の狂犬病ワクチンのジェネリック品であり、ゾンビ化には何の効果もなかった。
大いなるパニック
ゾンビの感染爆発によって発生した略奪や交通事故、無計画な避難による遭難死などのパニック。ゾンビ戦争初期は大いなるパニックによる死者がゾンビによる死者を上回っていた。
自発的隔離政策
大いなるパニックの発生前にイスラエルが発表した政策。防衛に不向きな都市とヨルダン川西岸から完全撤退して防衛線を敷き、国外に住んでいるユダヤ人とファラシャ人、イスラエルに居住した経験のある者（パレスチナ人を含む）をイスラエルに避難させる計画。パレスチナ人の受け入れやエルサレムの破棄は宗教右派の反発を買い、のちの内戦の原因となった。
メルカバ戦車
実在するイスラエル国防軍の主力戦車。後部に兵員用ハッチを有する変わった設計で、本作品では後部ハッチで避難民を救助している。
局地戦
イラク・アフガンにおける対テロ戦争のこと。この戦いのため、ゾンビ発生時のアメリカ軍はすでに弱体化していた。
ヨンカーズの戦い
アメリカ合衆国、ニューヨーク市の北にあるヨンカーズで行われた対ゾンビ決戦。ゾンビの発生に伴う国民の混乱を収集するために戦車、歩兵戦闘車、自走砲、MLRS、F-35、ランドウォーリア（歩兵間データリンク）などの最新兵器と大量の報道関係者を集めて行われたが、ゾンビの力を軽視し、見栄え第一の用兵や杜撰な弾薬配分を行った結果アメリカ軍が大敗北してしまった。この戦い以降、ロッキー山脈から東側は放棄される事となる。
レデカー・プラン
南アフリカ共和国で発案された対ゾンビ戦略。非人道的だが対ゾンビ戦で大きな効果を上げたため、世界各国で模倣され人類の勝利に貢献した。
野良
親を失い野生児と化した子供。ゾンビ戦争中は人間を襲うこともあった。
LaMOE（レイモー）
Last Man On Earth（地球最後の男）の略。『地球最後の男』（『アイ・アム・レジェンド』）の主人公ロバート・ネヴィルのように街に1人もしくは少数で生き残った人間のこと。反攻作戦が始まり街を解放するたびにこういった人間が多く発見された。中には自分の作った「王国」を荒らすことを許さず攻撃してきたり、ブービートラップを仕掛けている者も居たためゾンビより厄介な存在とされている。
クイズリング
「寝返り」。非感染者が精神的に異常をきたしてゾンビの真似をし始める現象。ストックホルム・シンドロームなどに近いとされている。この症状を起こしてもゾンビは仲間と認識しないため、通常の人間と同じように襲われる。
USSサラトガ
ゾンビ戦争中に国連本部が置かれていた軍艦。アメリカ海軍の空母サラトガだと思われる。映画ではイギリス海軍の航空支援艦アーガスに変更された。
095型攻撃型原子力潜水艦
ゾンビ戦争時2隻が就役していた中国海軍の攻撃型原子力潜水艦。チタン製で独特の反響音を出す。095型は作品が発表された2006年から就役を開始した093型の改良型とされ、2010年代後半から2020年代前半に就役すると予想されている。
歩兵用標準塹壕構築具
アメリカ海兵隊員がリサイクル車のスチールを使って作り出した武器。シャベルと両刃の戦斧（せんぷ）が合体したような形をしている。通称「ロボトミー君」。
盾の会（Tatenokai）
日本の対ゾンビ民兵集団。戦後、自衛隊の一部門となった。名称は三島由紀夫が結成した民間防衛組織「楯の会」が由来と思われる。

## 映画化
2007年、ブラッド・ピットの製作会社であるプランBエンターテインメントが映画化権を獲得し、マシュー・マイケル・カーナハン脚本、マーク・フォースター監督、ブラッド・ピット主演で製作された。
アメリカではパラマウント映画が配給を担当し、2013年6月21日に公開された。日本では東宝東和が配給を担当し、同年8月10日に公開された。
なお、映画版は原作とは全く異なるストーリーである。

## 書誌情報
- WORLD WAR Z（浜野アキオ・訳)
  - 単行本（2010年4月、文藝春秋）ISBN 978-4163291406
  - 文庫本（2013年3月、文春文庫、上下巻）上：ISBN 978-4167812164、下：ISBN 978-4167812171